# Tulpen uit Amsterdam

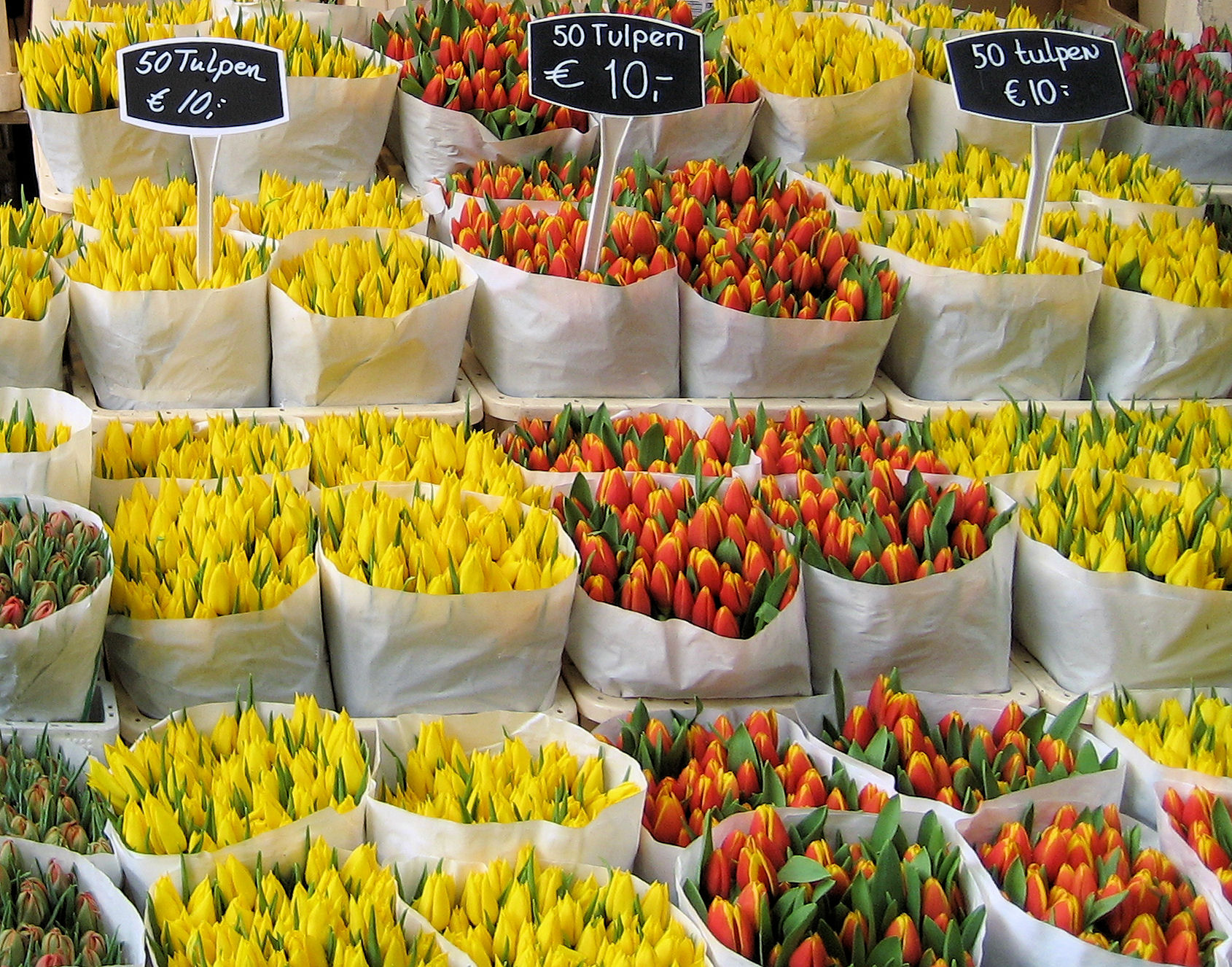
Rode en gele tulpen op de bloemenmarkt in Amsterdam

Tulpen uit Amsterdam (Tulpen aus Amsterdam, Tulips from Amsterdam) is een lied uit 1956 gecomponeerd door de Duitse schlagercomponist Ralf Arnie, oorspronkelijk in het Duits geschreven door zanger-schrijver Klaus Gunter Neumann en tekstdichter Ernst Bader.
Het lied verhaalt over duizend rode en gele tulpen uit Amsterdam die gestuurd worden om trouw en liefde te tonen. Neumann was in 1953 tijdens een bezoek aan Nederland na een optreden in het Amsterdamse Theater Tuschinski een dagje uit naar de Bollenstreek geweest. Kort daarop schreef hij de eerste versie van het lied, maar zijn uitgever was niet enthousiast en een opname bleef uit.
Drie jaar later pakte Ernst Bader het idee op, hij paste de tekst aan en vroeg Ralf Arnie (pseudoniem van Dieter Rasch) een andere melodie ervoor te schrijven. Arnie refereert in de melodie aan de Bloemenwals uit de Notenkrakerssuite van Tsjaikovski. Tulpen aus Amsterdam is in het Nederlands vertaald door Lammy van den Hout onder zijn pseudoniem Erik Franssen samen met Johnny Steggerda onder zijn pseudoniem van Van Aleda. Het lied werd opgenomen in de Polydor-studio's in Berlijn door de Vlaamse zanger Jean Walter die door de Tweede Wereldoorlog in Berlijn terecht was gekomen, onder begeleiding van het orkest van dirigent Werner Müller.

## Uitvoeringen
In Nederland werd het nummer in 1957 bekend met als vertolker Herman Emmink. Hij werd begeleid door het meisjeskoor Capriccio onder leiding van Cor van der Heide Wijma en een orkest onder leiding van Gerard van Krevelen, die ook voor het arrangement zorgde. In 1958 werd het in Engeland vertolkt als Tulips from Amsterdam door Max Bygraves. In het zelfde jaar kwam het lied in het Frans uit onder de titel Bouquet d'Amsterdam vertolkt door Gloria Lasso.
Het lied groeide in Nederland uit tot een klassieker. In 1959 is het vertolkt door Mieke Telkamp als het originele Tulpen aus Amsterdam, en verder is het nummer ook door Koos Alberts, De Havenzangers en tal van andere artiesten uitgevoerd. Van 1987 tot 1998 was Tulpen uit Amsterdam de naam van een radioprogramma bij de Radio Nederland Wereldomroep waarin Emmink nostalgische Nederlandstalige muziek draaide In het Osdorp Possenummer Origineel Amsterdams uit 2000 verwijst zanger Def P. naar het lied. Ook wordt dit lied vaak gespeeld op draaiorgels.